# 林地鼠麴草
林地鼠麴草（学名：Gnaphalium sylvaticum）是菊科鼠麴草属的植物。分布在俄罗斯、西伯利亚以及中国大陆的新疆等地，生长于海拔2,000米的地区，常生于草甸，目前尚未由人工引种栽培。